# Katsuyuki Miyazawa
Katsuyuki Miyazawa (Chiba, 15 september 1976) is een Japans voetballer.

## Carrière
Katsuyuki Miyazawa speelde tussen 1999 en 2006 voor Urawa Red Diamonds, Albirex Niigata en Montedio Yamagata. Hij tekende in 201 bij Montedio Yamagata.